# Gu Hong
Gu Hong (chiń. 谷红; ur. 6 listopada 1988 r.) – chińska bokserka, wicemistrzyni olimpijska, dwukrotna srebrna medalistka mistrzostw świata, trzykrotna mistrzyni Azji. Występowała w kategoriach od 69 do 75 kg.

## Kariera
Na mistrzostwach świata w Astanie w 2016 roku zdobyła srebrny medal w kategorii do 69 kg. W pierwszej rundzie jednogłośnie wygrała z Turczynką Gülteną Türker. Podobnie było w ćwierćfinale przeciwko Azerce Maryamie Jabrayilovej. W półfinale pokonała Finkę Elinę Gustafsson 2:0, lecz w finale lepsza okazała się Kazachstanka Walentina Chałzowa 1:2. W listopadzie 2018 roku ponownie zdobyła srebrny medal podczas mistrzostw świata w Nowym Delhi. W ćwierćfinale pokonała Argentynkę Lucíę Pérez, zaś w półfinale – Niemkę Nadinę Apetz. W finale uległa Chen Nien-chin reprezentującą Chińskie Tajpej 2:3.
W 2019 roku została po raz trzeci mistrzynią Azji w kategorii do 69 kg. Podczas mistrzostw Azji w Bangkoku pokonała w finale ówczesną liderkę rankingu Chen Nien-chin reprezentującą Chińskie Tajpej.  W półfinale okazała się lepsza od Shakhnozy Yunusovej z Uzbekistanu.